# Rosalyn Tureck
Rosalyn Tureck (ur. 14 grudnia 1914 w Chicago, zm. 17 lipca 2003 w Nowym Jorku) – amerykańska pianistka, klawesynistka, interpretatorka między innymi dzieł Bacha.
Studiowała w nowojorskiej Juilliard School, między innymi pod kierunkiem Lwa Termena. Debiutowała w 1936 w nowojorskiej Carnegie Hall, wykonując wraz z Philadelphia Orchestra koncert Brahmsa. W późniejszych latach zyskała uznanie wykonaniami dzieł m.in. Liszta, Debussy'ego, Chopina i Rachmaninowa. Światową sławę zyskała dzięki interpretacjom dzieł Bacha – jej wykonania Wariacji Goldbergowskich, Kunst der Fuge czy Das Wohltemperierte Klavier uchodzą – obok dokonań Goulda – za jedne z największych w historii muzyki. Początkowo Rosalyn Tureck grała muzykę Bacha na klawesynie, wzorując się na Wandzie Landowskiej, w późniejszych latach swojego życia powróciła do fortepianu. Była honorową członkinią St. Hilda's College na Uniwersytecie Oksfordzkim.